# مبدأ هالشتاين

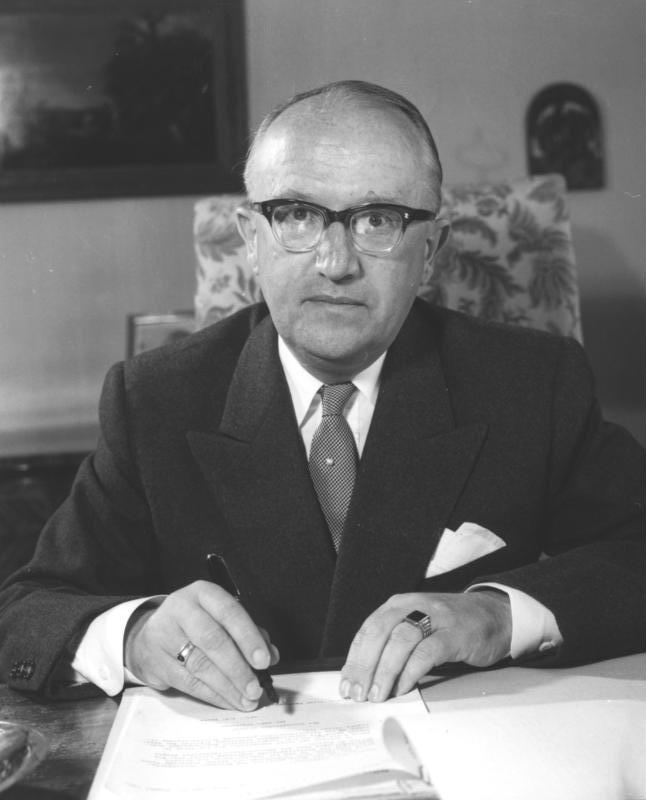
والتر هالشتاين

مبدأ هالشتاين، الذي سمي على اسم والتر هالشتاين، مبدأً رئيسيًا في السياسة الخارجية لجمهورية ألمانيا الاتحادية (ألمانيا الغربية) من عام 1955 إلى عام 1970. فقد نص على أن الجمهورية الفيدرالية لن تقيم علاقات دبلوماسية مع أي دولة تعترف بجمهورية ألمانيا الديمقراطية (ألمانيا الشرقية). أوضح كونراد أديناور، الذي شغل منصب مستشار ألمانيا في الفترة من 1949 إلى 1963، الخطوط العريضة للسياسة في بيان أمام البرلمان الألماني في 22 سبتمبر 1955. هذا يعني أن الحكومة الألمانية الفيدرالية ستعتبره عملاً غير ودي (acte peu amical) إذا كانت الدولة الثالثة ستعترف بـ«الجمهورية الديمقراطية الألمانية» (ألمانيا الشرقية) أو للحفاظ على العلاقات الدبلوماسية معها - باستثناء الاتحاد السوفيتي (كواحدة من القوى الأربع المسؤولة عن ألمانيا). :58–61
تخلت الجمهورية الفيدرالية عن جوانب مهمة من العقيدة بعد عام 1970 عندما أصبح من الصعب الحفاظ عليها، وغيرت الحكومة الفيدرالية سياساتها تجاه الجمهورية الديمقراطية الألمانية. :19 اتفاق القوى الأربع بشأن برلين في عام 1971 وتوقيع المعاهدة الأساسية في عام 1972 وضع حدا للعقيدة، وفقا لاستراتيجية جديدة.

## خلفية تاريخية

### تقسيم ألمانيا
بعد هزيمة ألمانيا في الحرب العالمية الثانية، كانت المنطقة الواقعة شرق خط أودر-نايسه تحت الإدارة السوفيتية أو البولندية وتم ضمها بحكم الواقع. تم تقسيم بقية المنطقة الواقعة غربها إلى أربع مناطق احتلال يسيطر عليها الحلفاء، مع تقسيم العاصمة برلين إلى أربعة قطاعات.
تم دمج المناطق الغربية التي تسيطر عليها فرنسا والمملكة المتحدة والولايات المتحدة، في مايو 1949، لتشكيل جمهورية ألمانيا الاتحادية (Bundesrepublik Deutschland)؛ في أكتوبر 1949، أصبحت المنطقة السوفيتية جمهورية ألمانيا الديمقراطية (Deutsche Demokratische Republik، أو DDR). كانت تعرف باسم «ألمانيا الغربية» و«ألمانيا الشرقية». ومع ذلك، قبل عام 1954، كان الحلفاء لا يزالون يحتفظون رسمياً بمسؤوليتهم عن ألمانيا بأكملها ولم تستعيد ألمانيا الشرقية وألمانيا الغربية سيادتها.
تمت كتابة القانون الأساسي لجمهورية ألمانيا الفيدرالية، والذي دخل حيز التنفيذ في عام 1949، كدستور لكل ألمانيا (ألمانيا الموحدة)، بما في ذلك ألمانيا الغربية وألمانيا الشرقية. وضعت إعادة توحيد ألمانيا كهدف وشرط وأعلن باسم الشعب الألماني بأسره.

### الاعتراف السوفيتي بألمانيا الشرقية
في 23 مارس 1954، أعلن الاتحاد السوفيتي أنه سيقيم علاقات دبلوماسية مع جمهورية ألمانيا الديمقراطية. واعتبر هذا بمثابة إعطاء الجمهورية الديمقراطية الألمانية (ألمانيا الشرقية) درجة من الشرعية كدولة منفصلة. :19 رفضت حكومة ألمانيا الغربية في بون هذا، مدعية أن جمهورية ألمانيا الاتحادية كانت الوريث الشرعي للرايخ الألماني. :19

### السيادة الألمانية
بعد التصديق على اتفاقات باريس في 5 مايو 1955، دخلت المعاهدة العامة (Deutschlandvertrag)، التي استعادت إلى حد كبير السيادة الألمانية (الغربية)، حيز التنفيذ. :41

### ولاية حصرية
ادعت حكومة جمهورية ألمانيا الاتحادية أنها تمثل الشعب الألماني بأكمله؛ تم تكرار هذا في عدد من التصريحات. :18 في إعلان نيويورك الصادر في 18 سبتمبر 1951، أعلنت قوى الاحتلال الغربية أنها «تعتبر [حكومة] جمهورية ألمانيا الاتحادية الحكومة الألمانية الوحيدة التي تم تشكيلها بحرية وشرعية وبالتالي يحق لها التحدث باسم الأمة الألمانية في الشؤون الدولية». :20
لم تعترف جمهورية ألمانيا الاتحادية بالجمهورية الديمقراطية الألمانية ولم تحافظ على علاقات دبلوماسية مع الجمهورية الديمقراطية الألمانية ولا مع الدول الشيوعية الأخرى في أوروبا الشرقية.